# عضل منغولي

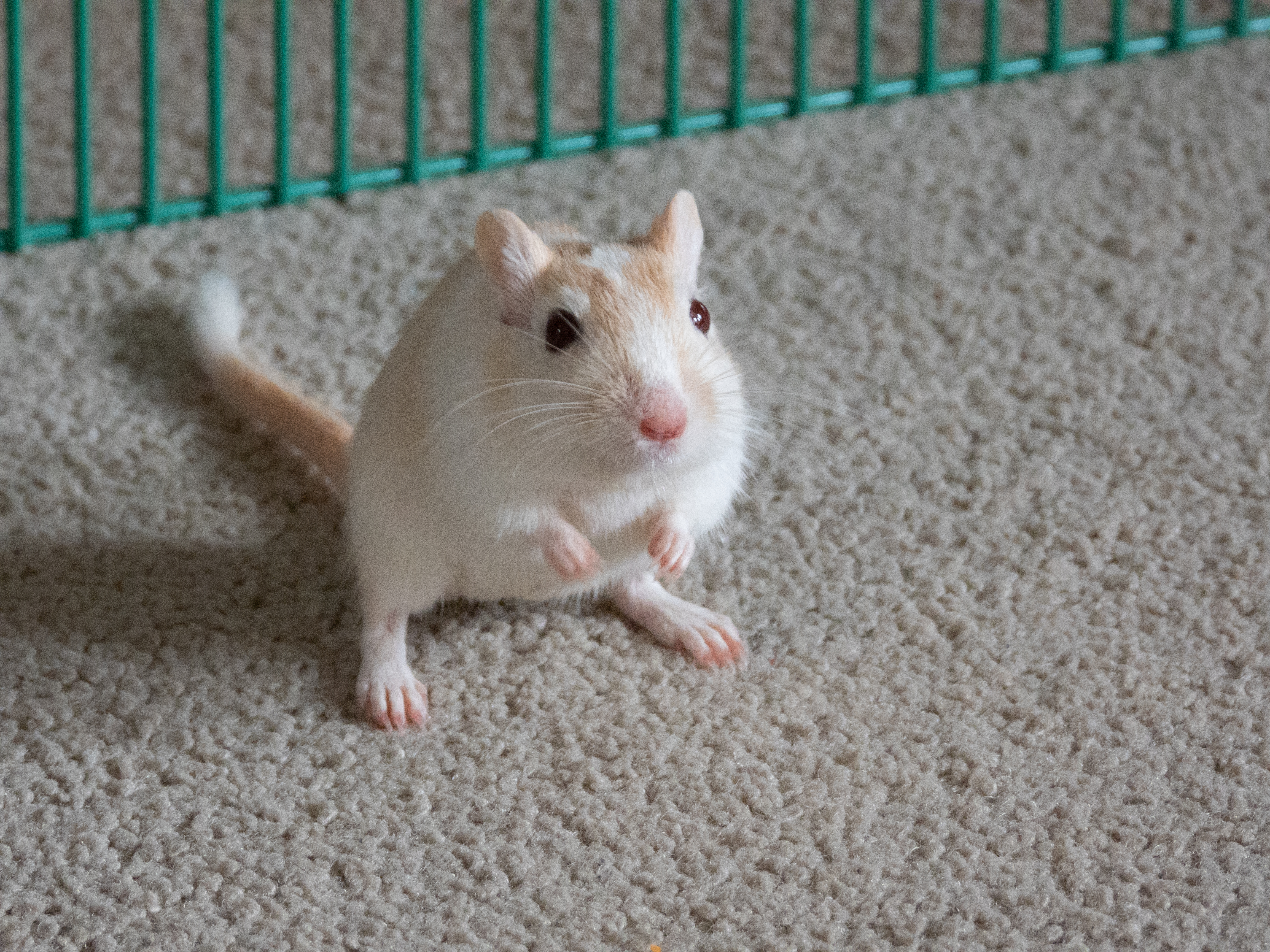

العَضَل المنغولي أو الجربيل المنغولي هو قارض صغير ينتمي إلى فُصيلة العِضْلان. بدنها يطول ما بين 110–135 مـم (4.3–5.3 بوصة) وذات ذيل يطول 95–120 مـم (3.7–4.7 بوصة) وبوزن 60–130 غ (2.1–4.6 أونصة) والذكور البالغة تكبر الإناث. يستخدم الحيوان في العلم ويُربى حيوانًا أليفًا صغيرًا في المنزل. يعود استخدامهم في العلوم إلى النصف الأخير من القرن التاسع عشر لكنهم بدأوا فقط بالاحتفاظ بهم حيوانات أليفة في العالم الناطق باللغة الإنجليزية بعد عام 1954، عندما أدخلت إلى الولايات المتحدة. وبذلك فقد انخفض استخدامها في البحث العلمي.